# Uno Holmberg-Harva
Pour les articles homonymes, voir Holmberg.
 (décembre 2018).
Si vous disposez d'ouvrages ou d'articles de référence ou si vous connaissez des sites web de qualité traitant du thème abordé ici, merci de compléter l'article en donnant les références utiles à sa vérifiabilité et en les liant à la section « Notes et références ».
Uno Nils Oskar Holmberg-Harva (né le 31 août 1882 à Ypäjä - mort le 13 août 1949 à Turku) est un homme de science et de religion finlandais. 

## Biographie
Après des études de théologie réformée à l'université d'Helsinki, il devint pasteur. 
Il fut l'élève d'Edward Westermarck et de Kaarle Krohn.
Entre 1913 et 1917, il conduisit différentes missions d'études ethnographiques chez les peuples Ket et Evenki.
En 1927, il changea son patronyme (à consonance suédoise) d'Holmberg, pour prendre celui (à consonance finnoise) de Harva ; il publia ensuite sous le nom de Holmerg-Harva.    
De 1930 à 1931, il fut vice-président du « Kalevalaseura », l'association pour la promotion du Kalevala.
Puis à partir de 1936 et jusqu'à la fin de sa carrière professionnelle, il occupa une chaire de sociologie à l'université de Turku.
De 1936 à 1949, il fut également superviseur de l'association Porthan.

## Son œuvre
L'essentiel des travaux portèrent sur la théologie luthérienne, sur l'histoire des religions, sur l'ethnographie, ainsi que sur l'étude des légendes et traditions comparées des peuples finno-ougriens. 
Son œuvre ethnographique principale « Les représentations religieuses des peuples de l'Altaï » expose l'idée selon laquelle la plupart des traditions chamaniques euro-asiatiques auraient des origines finno-ougriennes. 

## Principaux ouvrages
- (de) Uno Holmberg, Die Wassergottheiten der Finno-Ugrischen Völker [« Les divinités aquatiques des peuples finno-ougriens »], 1913
- (fi) Uno Holmberg, Permalaisten uskonto, Suomalaisen Kirjallisuuden Seura, coll. « Suomen suvun uskonnot IV », 1914
- (fi) Uno Holmberg, Tsheremissien uskonto [« La religion des Tchérémisses »], Suomalaisen Kirjallisuuden Seura, coll. « Suomen suvun uskonnot V », 1914
- (fi) Uno Holmberg, Lappalaisten uskonto [« La religion des lapons »], Suomalaisen Kirjallisuuden Seura, coll. « Suomen suvun uskonnot II », 1915
- (fi) Uno Holmberg, Elämänpuu [« L'Arbre de Vie »], Otava, 1920  Réédition augmentée en allemand sous le titre (de) Uno Holmberg, Der Baum des Lebens, Annales Academiae Scientiarum Fennicae, 1922
- (fi) Uno Holmberg, Jumalauskon alkuperä, Otava, 1916
- (fi) Uno Holmberg, Pohjoisen Euroopan ja Aasian pyyntiriiteistä, 1922
- (en) Uno Harva, Finno-Ugric, Siberian Mythology [« Mythologies finno-ougriennes et sibériennes »], 1927
- (fi) Uno Harva, Altain suvun uskonto, Porvoo, Söderström,, 1933
- (de) Uno Harva, Die religiösen Vorstellungen der altaischen Völker, Folklore Fellow´s Communications, 1938
- (fi) Uno Harva, Mordvalaisten muinaisusko, WSOY, 1942
- (fi) Uno Harva, Sammon ryöstö, Söderström, 1943
- (fi) Uno Harva, Suomalaisten muinaisusko, Helsinki,, Söderström, 1948

## Ouvrages traduits en français
- Les représentations religieuses des peuples altaïques [« Die Religiösen Vorstellungen der Altaischen Völker »]  (trad. Jean-Louis Perret), Gallimard, coll. « L'Espèce humaine », 1959, 440 p. (ISBN 2-07-023115-1)